# Премия Европейской киноакадемии 2000
European Film Awards 2000 — премия Европейской киноакадемии (нем. Europäischer Filmpreis).

## Лауреаты и номинанты Премии Европейской киноакадемии 2000

### Лучший фильм
- Дания Танцующая в темноте, режиссёр Ларс фон Триер
- Великобритания Билли Эллиот, режиссёр Стивен Долдри
- Великобритания Побег из курятника, режиссёр Питер Лорд и Ник Парк
- Франция На чужой вкус, режиссёр Аньес Жауи
- Франция Гарри — друг, который желает вам добра, режиссёр Доминик Молль
- Италия Хлеб и тюльпаны, режиссёр Сильвио Сольдини
- Швеция Неверная, режиссёр Лив Ульман

### Лучшая мужская роль
- Сержи Лопес — Гарри — друг, который желает вам добра
- Стеллан Скарсгард — Абердин
- Ингвар Эггерт Сигурдссон — Ангелы Вселенной
- Бруно Ганц — Хлеб и тюльпаны
- Кжиштоф Сивчик — Воячек
- Джейми Белл — Билли Эллиот

### Лучшая женская роль
- Бьорк — Танцующая в темноте
- Лена Эндре — Неверная
- Сильви Тестю — Пленница
- Бибиана Беглау — Легенды Риты
- Джули Уолтерс — Билли Эллиот

### Европейское открытие года
- Лоран Канте — Человеческие ресурсы
- Файт Хелмер — Тувалу
- Сэм Карманн — Кеннеди и я
- Лукас Мудиссон — Вместе
- Барбара Альберт — Северная окраина
- Пол Макгиган — Гангстер № 1
- Аньес Жауи — На чужой вкус
- Саймон Селлан Джоунс — Голоса
- Балтазар Кормакур — 101 Рейкьявик
- Ванесса Йопп — Забыть Америку

### Лучшая работа сценариста
- Аньес Жауи и Жан-Пьер Бакри — На чужой вкус
- Рафаэль Аскона — Язык бабочек
- Доминик Молль и Жиль Маршан — Гарри — друг, который желает вам добра
- Вольфганг Кольхаазе — Легенды Риты
- Дориана Леондефф и Сильвио Сольдини — Хлеб и тюльпаны
- Ираклий Квирикадзе и Нана Джорджадзе — Лето, или 27 потерянных поцелуев

### Лучшая операторская работа
- Витторио Стораро — Гойя в Бордо
- Эдгар Мора — Жайме
- Аньес Годар — Красивая работа
- Юрий Клименко — Барак
- Эрик Гишар и Жан-Поль Мерисс — Гималаи
- Александр Буров — Свадьба

### Лучший документальный фильм
- Собиратели и собирательница, режиссёр Аньес Варда
- Однажды в сентябре, режиссёр Кевин Макдональд
- Калле 54, режиссёр Фернандо Труэба
- Гулаг, режиссёр Хелен Шателейн и Иосиф Пастернак
- Ouvrières du monde, режиссёр Мари-Франс Коллар
- Heimspiel, режиссёр Пепе Данкарт

### Лучший короткометражный фильм
- Наш аист, режиссёр Ливия Дьярмати
- Катализатор (Ferment), режиссёр Тим Макмиллан
- И не покину тебя до смерти (I nie opuszcze cie az do smierci), режиссёр Мацей Адамек
- Жестокая команда (Kovat miehet), режиссёр Маарит Лалли
- Зона (De Zone), режиссёр Бен ван Лисхаут

### Приз Screen International Award
- Любовное настроение, режиссёр Вонг Карвай
- Гладиатор, режиссёр Ридли Скотт
- Крадущийся тигр, затаившийся дракон, режиссёр Энг Ли
- О, где же ты, брат?, режиссёр Братья Коэн
- Эрин Брокович, режиссёр Стивен Содерберг
- Один и два, режиссёр Эдвард Янг

### За европейский вклад в мировое кино
- Роберто Бениньи и Жан Рено

### Приз международной ассоциации кинокритиков (ФИПРЕССИ)
- Турция Майские облака, режиссёр Нури Бильге Джейлан

### За творчество в целом
- Ирландия Ричард Харрис

### Приз зрительских симпатий

#### Лучший актер
- Ингвар Эггерт Сигурдссон — Ангелы Вселенной

#### Лучшая актриса
- Бьорк — Танцующая в темноте

#### Лучший режиссёр
- Ларс фон Триер — Танцующая в темноте